# RS-867
La RS-867 est une route locale du Nord-Ouest de l'État du Rio Grande do Sul qui relie la RS-344, sur le territoire de la municipalité de Giruá, à la commune de Senador Salgado Filho. Elle dessert ces deux seules villes, et est longue de 18,5 km.